# Franc Bernik
Franc Bernik, slovenski rimokatoliški duhovnik, pisatelj in skladatelj,  * 28. september 1870, Šentvid pri Ljubljani, † 5. november 1948, Domžale.
Gimnazijo in bogoslovje je dokončal v Ljubljani in bil 1894 posvečen v duhovnika. Kot župnik je med drugim služboval v Domžalah. Objavil je več spisov in skladb v Cerkvenem glasbeniku (1893–1901), 14 govorov v Duhovnem pastirju (1918 in 1919), v Škofijskem listu (1907) razpravo Kako snovati in voditi izobraževalna društva in izdal knjige: Spolnuj zapovedi! (dva zvezka, Domžale 1921, 1922); Zgodovina fare Domžale (Domžale 1923); Pri najboljšem prijatelju (Domžale 1924).
Franc Bernik je dal pobudo za gradnjo Kulturnega doma v Domžalah, ki so ga zgradili leta 1910 in ga po temeljiti prenovi leta 1998 poimenovali po njem.
Prvi dve knjigi ponovnega natisa njegovih kronik z naslovom Zgodovina fare Domžale sta izšli letza 2020, v letu 2021 pa je najprej izšla tretja knjiga Fragmenti, v kateri so še neobjavljen Bernikov rokopis kronike Domžal iz časa druge svetovne vojne, v njej pa je v novi preobleki in postavitvi izšla tudi Bernikova osvtelitev starejših obdobij domžalske zgodovine, ki je bila prvič izdana v samozaložbi pod naslovom Z nekdanje Goričice (1925). 
V monografiji Bernik in njegove Domžale (2021) pa je zbranih 20 različnih strokovnih besedil, esejev, zapisov ter pogovorov o delu Franca Bernika, ki jih je prispevalo 15 avtorjev s področja zgodovine, teologije, domoznanstva, krajevnega zgodovinopisja, arheologije, do muzikologije in antropologije, v katerih so avtorji predstavili in osvetlili številne ter obsežne segmente več kot 50-letnega obdobja zgodovine prve polovice 20. stoletja in dogajanja, ki je zaznamovalo Domžale na vseh podočjih družbenega, verskega, gospodarskega, socialnega, kulturnega in društvenega delovanja in v katerem je objavljenih tudi več kot 260 fotografij in dokumentov, številni med njimi tudi prvič, pri čemer izstopa fotografska dediščina Petra Nagliča. Vse štiri knjige so tudi oblikovalski dosežek z ročno vezavo in tiskom (delo Marjana Kocjana).